# Staines-upon-Thames
Staines-upon-Thames és un municipi del Regne Unit, situat al comtat de Surrey, a la vora del riu Tàmesi. Una de les ciutats perifèriques de Londres, pertany al districte electoral de Spelthorne. Forma part de l'àrea metropolitana de la capital (Greater London Urban Area) i es troba al sud-oest de l'aeroport de Heathrow.
Anteriorment a l'1 d'abril del 1965 formava part de l'històric comtat de Middlesex. Coneguda pels romans amb el nom de Pontes o Ad Pontes, posteriorment dita Stanes o Staines, i el nom actual va ser adoptat el 20 de maig del 2012, tot i que el sufix upon-Thames no es fa servir habitualment.

## Localització

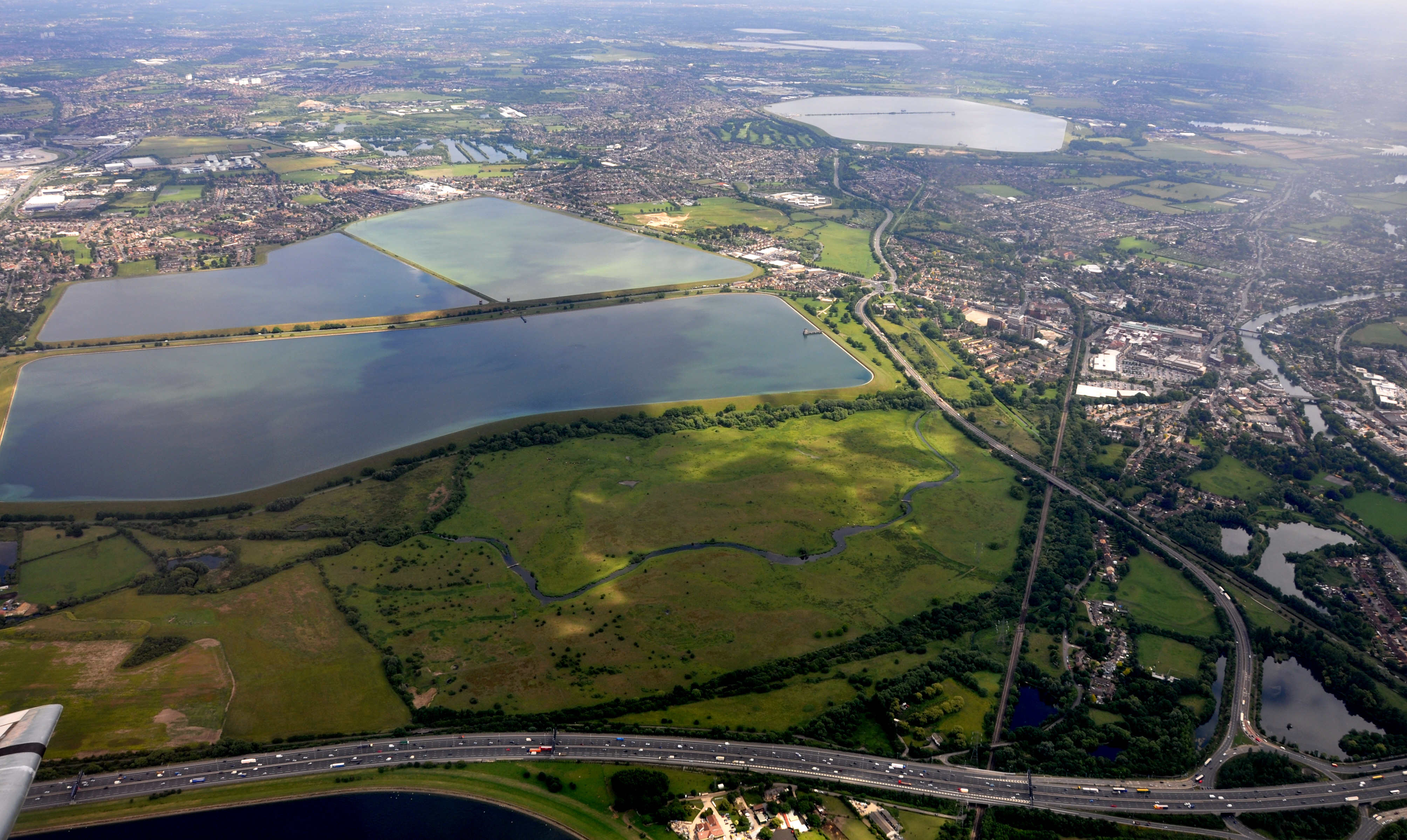
La reserva natural de Staines Moor.

Està localitzat a la vora del Tàmesi, al sud-oest de Londres, on rep l'afluència de dos rius més: el Wraysbury i el Colneen. Al sud del municipi s'inicia la praderia de Runnymede, però abans d'arribar a aquest prat està Staines Moor, una reserva natural d'uns 2 km² dins del territori municipal de Staines que forma part del parc regional de Colney.
Limita amb els següents municipis: Egham, Wraysbury, Ashford, Stanwell, Laleham i Chertsey. 3 milles al nord està l'aeroport de Heatrow.
El nucli de població està estructurat al voltant d'un carrer central però administrativament està dividida en quatre barris: Staines centre, Staines sud, Sperthorne (al nord) i Spelthorne (riu avall).

## Etimologia
El nom de Staines deriva de la paraula stones («stones»), que en anglès antic es pronunciava /stānas/.

## Història
Història antiga
S'han trobat proves d'un assentament neolític, en un indret d'aquest municipi anomenat Yeoveney, dins la reserva de Staines Moor. En època romana hi havia un pont primitiu per travessar el riu. L'emperador Claudi va envair Bretanya l'any 43dC i aquest mateix any ja hi havia un nucli de població en un lloc proper al pont. En una dècada els romans van construir un pont de pedra que formava part de la "Ruta del dimoni" (Devil's Highway), una calçada que comunicava Londinium (Londres) amb Calleva Atrebatum (Silchester). Els romans anomenaven aquest lloc Pontes o Ad Pontes ("[establiment] als ponts") i és esmentat en l'Itinerari d'Antoní del segle iii. De'l nom llatí se'n dedueix que hi havia més d'un pont i es creu que feien servir l'illa del Tàmesi, Church Island, per travessar en dos trams el riu.

Aquest municipi apareix amb el nom de Stanes en la secció de Middlesex del Domesday Book, escrit l'any 1086. En aquest llibre consta que era propietat de l'abadia de Westminster. En aquella època, segons l'esmentat registre, consistia en: 19 hides (1 hide= 120 acres) de terres per a construir, 6 molins valorats en 3 lliures, 4 xílings; 2 rescloses valorades en 6 xílings, 8 penics; 24 camps de conreu; prats equivalents a 24 dies de llaurar; i ramats. En total se'n treia un rendiment de 35 lliures.

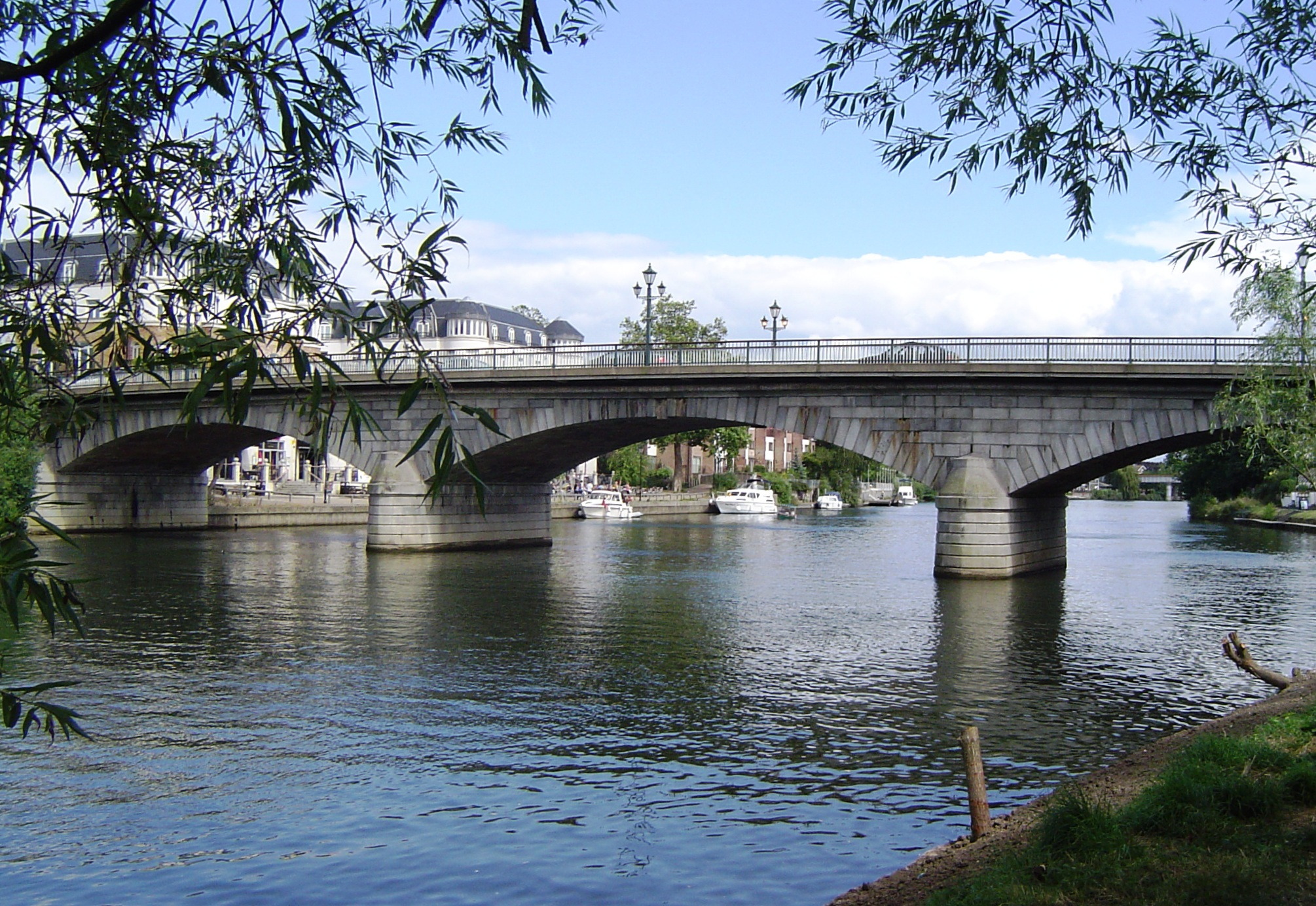
Pont de Staines-upon-Thames.

Es conserva una pedra de l'any 1280 a la vora del Tàmesi, que indica quin era el límit occidental de la ciutat de Londres i té la inscripció "God preserve the City of London, a.d. 1280" («que Déu protegeixi la ciutat de Londres»). Se l'anomena London Stone, però cal no confondre-la amb la més famosa –i probablement més antiga– que hi ha al carrer Cannon Street de la ciutat de Londres.
Durant la revolta dels barons (1215) que va haver en el regnat de Joan sense Terra, aquesta ciutat va ser un dels establiments rebels. El 1535 sirThomas More va ser jutjat en un hostal de Staines, per evitar els jutges la pesta que estava assotant Londres. En dues ocasions durant la guerra civil (1642 i 1648) hi van haver enfrontaments armats.
Història moderna
A Staines hi havia un servei de canvi de cavalls i diverses posades on es refrescaven els viatgers on paraven els carruatges que feien l'anomenada "ruta de Trafalgar" (entre Falmouth i Amiralty a Londres), per tant el 1805 va arribar abans que a la capital la notícia de la derrota de Napoleó per l'almirall Nelson.
El 1848 Staines va aparèixer en el Topographical Dictionary of England, això no obstant, com que el municipi no tenia llavors església, en els rètols indicadors estava senyalitzat Laleham, el poble del costat.
El 1864, Frederick Walton, va fundar la Linoleum Manufacturing Company, que va ser una empresa de gran èxit, ja que fabricava un material nou per al cobriment del terra molt ben acceptat pels consumidors.
El 18 de juny del 1972 es va estavellar un avió que acabava de sortir de Heathrow en direcció a Brussel·les. Hi van morir 118 persones. La causa va ser que el morro va pujar massa i l'avió va quedar en un angle que va fer perdre el control probablement perquè el pilot va tenir un atac de cor mentre feia la maniobra d'enlairament. El 2004 es va dedicar un jardí a la memòria de les víctimes de l'accident.

## El Districte Urbà de Staines

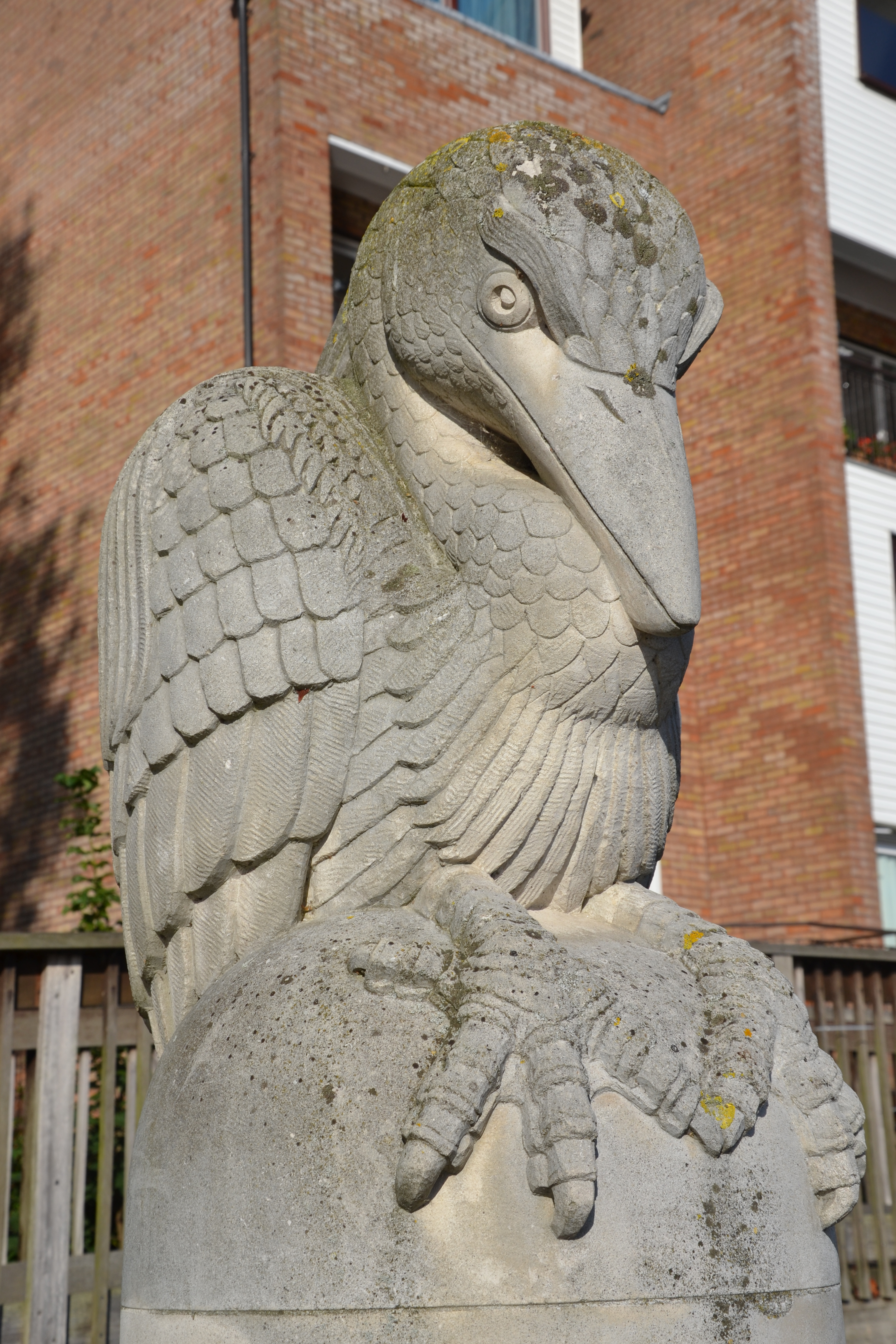
Estàtua titulada "el guardià del riu".

El 1894, amb la Llei de Governs Municipals (Local Government Act 1894) es va crear el Districte Urbà de Staines: aquest nou estatus li conferia més poder i responsabilitats comparat amb els districtes rurals dependents del Consell del Comtat de Middlesex. El 1965, amb la Llei del Govern de Londres (London Government Act 1963), Middlesex, va esdevenir part de l'àrea metropolitana de la capital (Greater London). Els municipis de Staines i Sunbury van ser transferits al comtat de Surrey. El 1974, una altra llei (Local Government Act 1972), el Districte Urbà de Staines i el Districte Urbà de Sunbury-on-Thames es van unir per formar l'actual unitat administrativa de Spelthorne. Staines roman associada a l'històric comtat de Middlesex amb relació a algunes activitats culturals i esportives i fins al 1996 per facilitar el correu.
El 20 de maig del 2012 va canviar el seu nom per l'actual Staines-upon-Thames. Uns mesos abans els membres del consell de Spelthrne van fer una votació amb: 25 a favor, 4 en contra i 6 abstencions. Amb aquest canvi s'esperava impulsar l'economia local millorant la imatge del municipi que, amb el nou topònim queda relacionat amb el riu. També es pretenia separar la imatge de Staines de la de la del controvertit humorista Ali G, nascut aquí. L'equip de futbol local va presentar 134 signatures de persones en contra però no va ser suficient per fer-los canviar d'idea.

## Economia
Staines va ser una ciutat productora de linòleum, la fàbrica local produïa el 1956 uns 2.675 m² a la setmana. El 1876 hi treballaven en aquest sector 220 persones, el 1911 unes 350. Quan la fàbrica va tancar, a finals de la dècada del 1960 el seu local va ser ocupat per un centre comercial, el Two Rivers, que no va tenir les obres acabades fins a l'any 2000. Al carrer major s'ha erigit una estàtua en memòria de la fàbrica de linòleum.
En els darrers anys, el fet d'estar situat a prop de l'aeroport, de l'autopista M25 i de tenir estació de ferrocarril, ha fet que moltes empreses hi estableixin les seves oficines: Bupa (productes per la salut), Wood Group Kenny (petroli i gas), Siemens, British Gas, Samsung R&D Institute UK (SRUK).

## Llocs d'interès

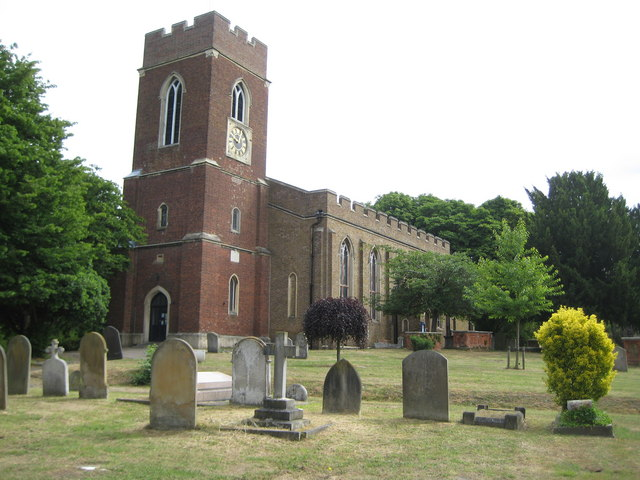
Església de santa Maria.

L'actual pont de Staines-upon-Thames va ser construït el 1832 i consta de tres arcades. Fins al segle xiv, a prop del pont, hi havia la marca que senyalava el punt més elevat que el riu Tàmesi tenia al llarg d'aquesta zona, però ara està més avall, a Teddington.
A començaments del 2000 es va iniciar la construcció d'un passeig a la vora del riu amb bancs i estàtues.
L'edifici de l'antic ajuntament és una bella construcció d'època victoriana amb guarniment d'estuc a l'estil italià i flamenc. El 1990 es va reconvertir en un centre d'exposicions d'art.
Al voltant de l'església de santa Maria hi ha també edificis antics. Hi ha diversos parcs:Staines Moor, Shortwood Common, Knowle Green, Laleham, Leacroft, i Lammas, els dos darrers tenen zona de picnic i gronxadors. Alguns d'aquests parcs van pertànyer en el passat a mansions com el de Laleham que va ser propietat de lord Richard Bigham, 2n comte de Lucan, que el va cedir a un monestir catòlic durant un segle.

## Habitants i habitatges
Segons els estudis demogràfics del darrer cens, el repartiment de la població és el següent:
| barri            | casa unifamiliar aïllada | casa adossada | amb jardí | pis   | rulot | propietat compartida |
| ---------------- | ------------------------ | ------------- | --------- | ----- | ----- | -------------------- |
| Staines (centre) | 387                      | 844           | 843       | 1.439 | 2     | 13                   |
| Staines sud      | 197                      | 1.505         | 702       | 492   | 1     | 2                    |
| Spelthorne nord  | 174                      | 225           | 93        | 365   | 0     | 5                    |
| Spelthorne sud   | 369                      | 96            | 109       | 148   | 1     | 0                    |

El percentatge de cases unifamiliars aïllades a la regió és del 28%, el percentatge de pisos és el 22.6%.
| barri            | habitants | propietaris | % propietat absoluta | % amb hipoteca | hectàrees |
| ---------------- | --------- | ----------- | -------------------- | -------------- | --------- |
| Staines (centre) | 7.861     | 3.528       | 24,0%                | 33,8%          | 550       |
| Staines sud      | 7.123     | 2.899       | 29,9%                | 37,7%          | 131       |
| Spelthorne nord  | 1.818     | 862         | 37,6%                | 37,5%          | 35        |
| Spelthorne sod   | 1.662     | 723         | 51,5%                | 39,1%          | 70        |